# Johan Van Herck
Johan Van Herck (Herentals, 24 maggio 1974) è un allenatore di tennis ed ex tennista belga.

## Carriera
Ottiene i suoi primi risultati importanti nel 1996, in stagione riesce infatti ad arrivare alle semifinali sia a Copenaghen che a Palermo eliminando in entrambe le occasioni delle teste di serie. Nel biennio 1997-98 raggiunge le semifinali sulla terra di Delray Beach senza tuttavia riuscire ad accedere al turno decisivo, nei tornei dello Slam il suo risultato migliore è stato il terzo turno raggiunto durante il Roland Garros 1998 dove è stato eliminato in un incontro al quinto set dal tedesco Jens Knippschild.
Ha fatto parte della squadra belga di Coppa Davis dal 1995 al 1999 con cui ha ottenuto sette successi a fronte di cinque sconfitte, terminata la carriera agonistica ha ricoperto il ruolo di capitano della squadra di Coppa Davis belga dal 2011 al 2023 nonché della squadra belga di Fed Cup dal 2019 al 2023.

## Statistiche

### Tornei minori

#### Singolare

##### Vittorie (8)
| Legenda tornei minori |
| Challenger (8)        |
| Futures (0)           |

| N. | Data          | Torneo                            | Superficie  | Avversario in finale | Punteggio     |
| 1. | febbraio 1995 | Mendoza Challenger, Mendoza       | Terra rossa | Juan Albert Viloca   | 7–6, 6–1      |
| 2. | luglio 1995   | Montauban Challenger, Montauban   | Terra rossa | Wojtek Kowalski      | 6–4, 4–6, 6–3 |
| 3. | luglio 1995   | Ostend Challenger, Ostenda        | Terra rossa | Frédéric Fontang     | 6–3, 6–2      |
| 4. | marzo 1996    | Bromma Challenger, Bromma         | Cemento     | Jan Apell            | 6–3, 7–5      |
| 5. | aprile 1997   | Bermuda Open Challenger, Paget    | Terra rossa | Sargis Sargsian      | 6–1, 4–6, 6–0 |
| 6. | aprile 1997   | Birmingham Challenger, Birmingham | Terra rossa | Tommy Haas           | 7–6, 6–7, 6–4 |
| 7. | ottobre 1997  | Brest Challenger, Brest           | Cemento     | Sébastien Grosjean   | 4–6, 6–2, 6–4 |
| 8. | luglio 2000   | Tampere Open, Tampere             | Terra rossa | Olivier Mutis        | 6–3, 6–2      |